# カタルーニャ語
カタルーニャ語（カタルーニャご、català [kətəˈɫa]）は、スペイン東部のカタルーニャ州に居住しているカタルーニャ人の言語。よく見られるカタロニア語という表記は地方名の英語名に由来する。インド・ヨーロッパ語族イタリック語派に属する。
カタルーニャ地方のほか、バレンシア州、バレアレス諸島州、アラゴン州のカタルーニャ州との境界地域、南フランス・ルシヨン地方（北カタルーニャ）、イタリア・サルデーニャ州アルゲーロ市などに話者がいる。
アンドラ公国では公用語になっており、またスペインではガリシア語、バスク語と並んで地方公用語（カタルーニャ、バレンシア、バレアレス諸島各自治州）となっている。なお、バレンシア州は同地で話されているこの言語の地域変種の名称を「バレンシア語」と規定しており、このことは同州で話されているこの言語を、カタルーニャ語のバレンシア方言であるか、バレンシア語であるかと言う議論に発展した。
スペイン語（カスティーリャ語）の方言と誤解されることも多いが、スペイン語とカタルーニャ語は親戚関係にある別言語である。

## 地理的分布

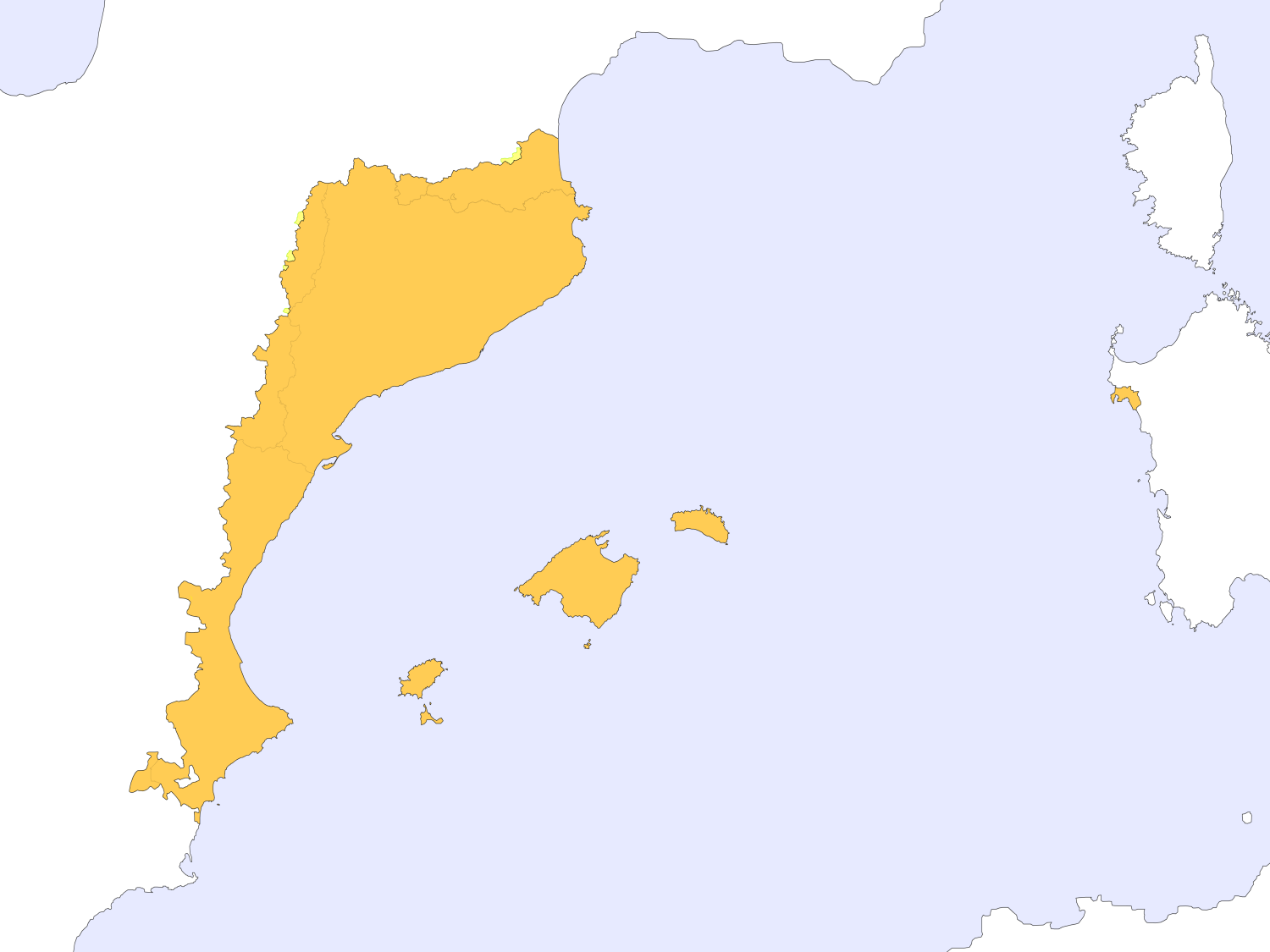
カタルーニャ語が話されている地域。

カタルーニャ語はヨーロッパの4か国で話されている（移民は除く）：
- アンドラ
  - カタルーニャ語が話されている国のうち唯一国家の公用語とされている。43.8%の住民によって日常的に使われている。
- スペイン
  - カタルーニャ州ではカスティーリャ語、オクシタン語（アラン語）とともに公用語となっている。州内では様々な地理的変種（方言）が話されている。住民の47%が日常的に使用している。
  - バレアレス諸島州でもカスティーリャ語とともに公用語となっている。州内で話される言語はカタルーニャ語の地理的変種であるバレアレス諸島方言である。住民の46%によって日常的に話されている。
  - バレンシア州のかなりの地域でカタルーニャ語の地理的変種（方言）が話されており、そこで話される言語はバレンシア語という公式名称でカスティーリャ語とともに公用語となっている。地域差があり、大きく分けて3つの下位変種が認められる。バレンシア州北部とカタルーニャ州南部で話されている言語はバレンシア遷移方言（Valencià de transició）と呼ばれる方言連続体となっている。この北部地域では40.1%の住民の日常使用言語となっている。また州全体では住民の25%が日常的に使用している。
  - アラゴン州東部にあるラ・リテーラ（La Litera）、マタラーニャ（Matarraña）地域とラ・リバゴルサ（La Ribagorza）、バッホ・シンカ（Bajo Cinca）、バッホ・アラゴン（Bajo Aragón）の各地域の自治体の半分により構成される帯状地域（Franja de Aragón）では住民の70%およそ30,000人によって話されている。アラゴン州ではカタルーニャ語は公用語として認められていないが、1990年以来州の立法においての認知を勝ち取った。2009年12月17日アラゴン州議会はアラゴン語とともにカタルーニャ語を、アラゴン州の言語として振興・発展させるための報告を承認した[5]。
  - ムルシア州では公用語ではないが、エル・カルチェ地域（El Carche）においてカタルーニャ語の地域変種つまりバレンシア語がおよそ500人の住民により話されている。
- フランス
  - 現在はフランス領となっている北カタルーニャ（Catalunya del Nord）のルサリョー（Rosselló、ルシヨン）とサルダーニャは1659年のピレネー条約まではMonarquía Hispánica（スペイン王国領）の一部分であった。カタルーニャ語は公用語ではなく、フランス語の圧力によって大きく後退しており、3.5%の住民によって日常的に使用されているにすぎない。
- イタリア
  - サルデーニャ島のラルゲー（L'Alguer）では住民の13.9%によって話されている。イタリア国家は1999年の「歴史的な言語的マイノリティの保護に関する規則」により公共行政、教育制度、そしてRAIによるラジオおよびテレビ放送を開始した[6]。

## 歴史
カタルーニャ語は、ピレネー山脈東部の南北両側麓で話されていた俗ラテン語から派生している。ガロ=ロマンス語、イベロ=ロマンス語、北イタリアで話されていたガロ=イタリア語の特徴と原点を同じくする。アラゴン連合王国のレコンキスタによって、カタルーニャ語は南へ西へ広がり、バレンシア州やバレアレス諸島で話されるようになった。15世紀、バレンシア黄金時代にカタルーニャ語文学は頂点に達する。
しかし、ピレネー条約によってフランスへ割譲された北カタルーニャ（ルシヨン）ではカタルーニャ語の公での使用が禁止されてしまう。スペインにおいても、スペイン継承戦争の敗者であったカタルーニャでは、フェリペ5世が布告した新国家基本法によって、行政および教育の場でのカタルーニャ語使用が禁止された。
19世紀末にはカタルーニャ・ルネサンスと呼ばれる文芸復興運動（ラナシェンサ）が起こり、成果を見せた。20世紀初頭には、文法学者・言語学者プンペウ・ファブラが正書法、文法書、辞書を完成させ、現代カタルーニャ語の規範化に貢献した。
ところが、1936年に勃発したスペイン内戦と後のフランシスコ・フランコによる独裁政権により、地方語は激しい弾圧を受け、カタルーニャ語も公的な場から追放、プンペウ・ファブラも弾圧によりフランスへ亡命した。カタルーニャ語は、公の場ではFCバルセロナのホームスタジアムカンプ・ノウ内を除いて一切の使用が禁止され、再び暗黒時代に入る。
フランコ独裁後期、カタルーニャの民俗および宗教行事が再開され、これらの行事の際にカタルーニャ語を使用することが容認された。1975年11月のフランシスコ・フランコの死後、フアン・カルロス国王の治世下でスペインの民主化が進むなか、40年近くの間使用が禁止されていたカタルーニャ語も復権した。

## 特徴
言語学的には、ラテン語（より正確には俗ラテン語）から変化したロマンス語の一つで、歴史的関係により、南フランス（オクシタニア）の地方言語であるオクシタン語に近い。エスノローグの分類ではオクシタン語とともにオクシタニー・カタロニア語を構成するとしているが、言語学者にはこの説を支持していないものが多い。他のロマンス語と比較すると、カタルーニャ語には以下の特徴がある。
- 母音の数が8つと、スペイン語（カスティーリャ語）よりも多い（ちなみに鼻母音は存在しない）。
- 人名に前置する人称冠詞が存在する。
- 他のイベロ・ロマンス語同様英語のbe動詞に相当する繋辞動詞として、ser（ésser）とestarを持つが、その使用はカスティーリャ語と若干異なる。
- フランス語（オイル語）の en やイタリア語（中央イタリア方言）の ne、あるいはフランス語の y やイタリア語の ci に相当する副詞的代名詞en、hiがある（現代スペイン語には存在しない）。
- 多くのロマンス語で「行く」を意味する動詞と動詞の不定詞で、近接未来を表す動詞迂言形を構成する（仏語：aller ＋ 動詞の不定詞、西語：ir a ＋ 動詞の不定詞など）が、カタルーニャ語ではanar＋動詞の不定詞で過去を表す。
- 人称代名詞が me や te などではなく em や et（あるいは m'、t'）といった、やや特徴的な形になる。

## 正書法と発音
母音
- a /a/
- e, è /ɛ/
- e, é /e/
- a, e が強勢のない位置に来ると /ə/ になる。
- o, ò /ɔ/
- o, ó /o/
- o が強勢のない位置に来ると /u/ になる。
- u /u/
- i /i/

子音
- p /p/
- b, v /b/：カスティーリャ語とほぼ同じ。母音間で摩擦音化。語末では無声化する。
- t /t/
- tn, tm; tl, tll：t が鼻音、側面音に同化し、単一の長い子音になる
- d：母音間で摩擦音化。語末では無声化する。また語末で、-ld, -nd, -rds のつづりでは d のみ発音されない。
- c（a, o, u の前）, qu（e, i の前）/k/
- qu（a, o, u の前）, qü（e, i の前）/kw/
- c（e, i の前）, ç（a, o, u の前、語末）/s/
- g（a, o, u の前）, gu（e, i の前）/g/：母音間で摩擦音化。語末では無声化する。語末で、さらに n の後にある場合は発音されない。
- gu（a, o, u の前）, gü（e, i の前）/gw/
- g（e, i の前）, j（a, o, u の前）/ʒ/
- s /s/, 母音間で /z/
- 母音後の ix /ʃ/
- tx,（母音後）ig /tʃ/
- tg（e, i の前）, tj（a, o, u の前）/dʒ/
- n /n/
- m /m/
- ny /ɲ/
- l /l/
- ŀl /ll/
- ll /ʎ/
- r /ɾ/：語末では発音されないことが多い。
- rr /r/